# Cryptopone taivanae
Cryptopone taivanae é uma espécie de formiga do gênero Cryptopone, pertencente à subfamília Ponerinae.